# Ибн ан-Надим
Абу-ль-Фарадж Мухаммад ибн Абу Йакуб ибн Исхак ан-Надим аль-Варрак аль-Багдади (араб. أبو الفرج محمد بن أبي يعقوب بن إسحاق النديم الوراق البغدادي‎), более известный как Ибн ан-Нади́м (араб. ابن النديم‎) — арабский литератор X века из Багдада.
К 987—988 годам составил на арабском языке один из самых значительных энциклопедических словарей по культуре мусульманского мира и окружающих его стран «Китаб аль-Фихрист», который стал первым в своём роде, дав начало жанру фихрист (араб. فهرست‎). Каталог содержит важное для истории арабской литературы описание перевода на арабский персидского сборника «Хезар Афсане» (перс. هزارافسان‎), который, возможно, относится к своду «Тысяча и одна ночь». Наравне со свидетельством ал-Масуда, описание в указателе сборника «Хезар Афсане» является одним из первых документов по текстуальной истории «Тысячи и одной ночи».
В отдельных главах этого свода культурологических сведений описывается литература мусульманских стран, сообщаются факты из жизни писателей и поэтов, приводятся сведения о религиозных течениях и обрядах 2-й половины 1-го тысячелетия. Кроме того, автор приводит много данных по географии Леванта, Закавказья, Ирака, Ирана и других мусульманских стран. В своей авторской рукописи довольно точно скопированы образцы письма различных народов.
Благодаря этому труду в арабский язык из персидского языка попало слово фихрист («перечень», «список»).

## Издания
- Аль-Фихрист. Бейрут, 1970 (на араб. яз.).
- Китаб аль-фихрист. Тегеран, 1972 (на перс. яз.).
- The Fihrist of al-Nadim, a tenth century survey of Muslim culture. Ed. B. Dodge. Vols. 1-2. N.-Y. — L., 1970.